# Isidore Baes
Isidore Baes (c. 1596-1666) est un carme déchaux flamand, procureur général et historiographe de son Ordre, actif dans les Pays-Bas méridionaux puis à Rome, sous le nom d'Isidore de Saint-Joseph.

## Biographie

Jean de la Croix, réformateur des carmes (Santa Maria della Scala)

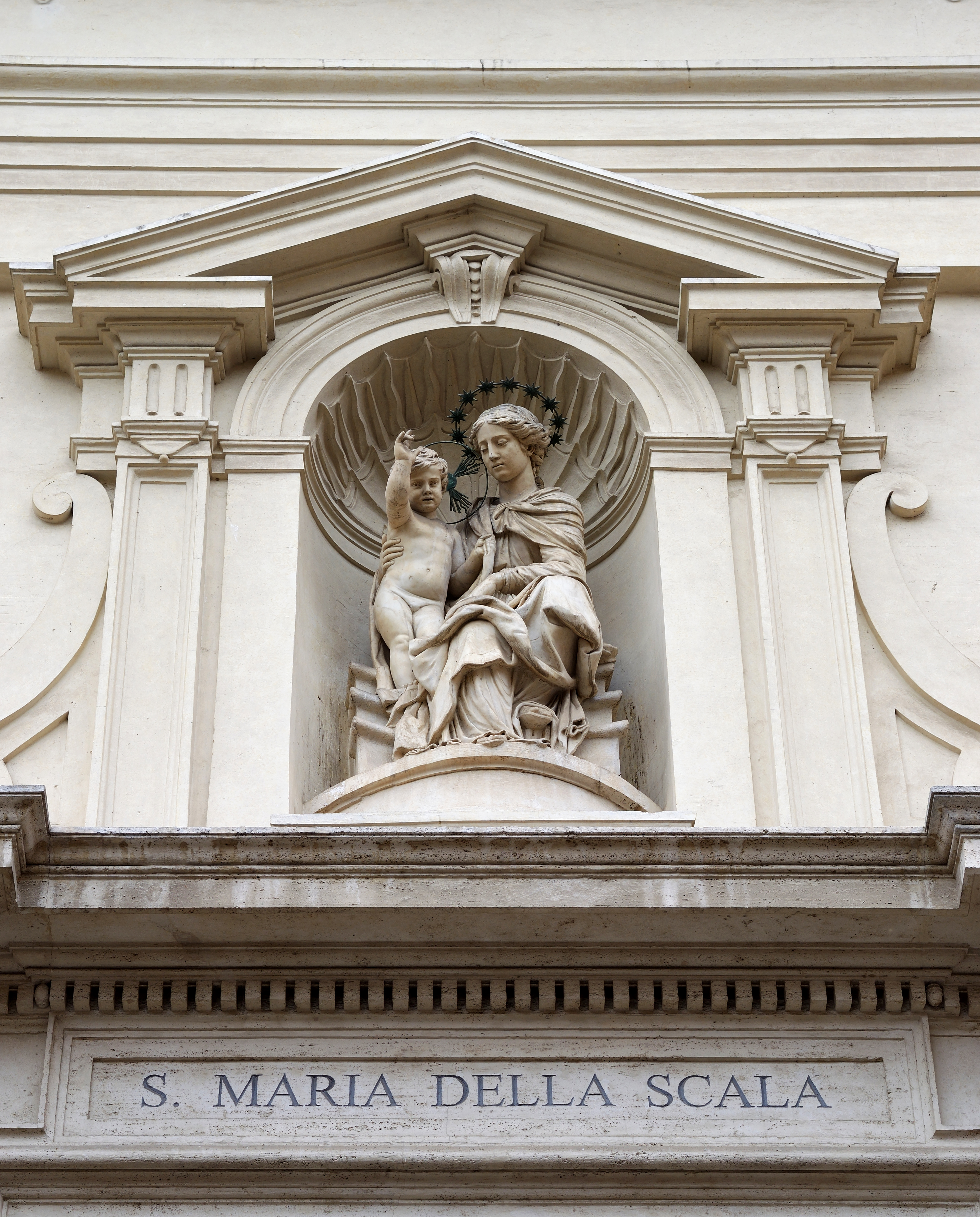
Vierge à l'Enfant baroque (Santa Maria della Scala, Trastevere)

Isidore Baes est né à Dunkerque (Flandres) vers 1596. Il entre dans l'Ordre des Carmes déchaux à Douai, le 4 avril 1622, et devient professeur de philosophie et de théologie dans les Pays-Bas du Sud, puis donne des leçons de controverse au Séminaire de Saint-Paul, à Rome. Après avoir été consulteur du Saint-Office, il est nommé procureur général de la congrégation d'Italie (dont dépendaient les déchaux belges) en 1647. Définiteur général en 1650 et 1656, il décède dans la Ville éternelle (Rome), au couvent Santa Maria della Scala, en 1666.

## Postérité
Outre le souvenir de sa piété, de son intégrité doctrinale et de la sainteté de sa vie, Isidore a laissé une série d'ouvrages consacrés à l'histoire et à la spiritualité de sa famille religieuse. En tant qu'historiographe, il compile les privilèges acquis par le jeune ordre et rédige les annales de sa congrégation, lesquelles seront éditées après sa mort, en 1668. Dans le même temps, il rassemble des matériaux pour une histoire générale de l'Ordre, qui sera continuée par Pierre de Saint-André (Jean-Antoine Rampalle, définiteur général) et publiée également en 1668. Biographe, il consacre un ouvrage au carme déchaux Alexandre-Ubald de Saint-François, et fait paraître, en tête des œuvres complètes du mystique espagnol Jean de Jésus-Marie (dit El Calagurritano), une dissertation sur la vie, les vertus et les lettres spirituelles de celui-ci. Il traduit encore en latin un ouvrage de Thomas de Jésus (Praxis verae fidei qua justus vivit), autre pionnier espagnol de la réforme thérésienne et fondateur de la congrégation d'Italie, ainsi qu'un manuscrit grec de saint Grégoire le Décapolite, dont il réalise l'édition critique (S. Gregorio Decapolitae sermo). Il a aussi fait paraître, en français, une anthologie carmélitaine de spiritualité mariale.

### Œuvres
- Le bouquet sacré de la bienheureuse Vierge Marie du Mont Carmel, Douai et Lyon, 1627.
- Praxis verae fidei qua justus vivit, Cologne, 1627.
- S. Gregorio Decapolitae sermo, Rome, 1642.
- Vita, virtutes et epistolae spirituales Joannis a Jesu Maria, carmelitarum excalceatorum praepositi generalis, Rome, 1649.
- Annales congregationis italicae carmelitarum excalceatorum, Rome, 1668.
- Historia generalis fratrum discalceatorum ordinis B. Virginis Mariae de Monte Carmeli, continuée par Pierre de Saint-André, Rome, 1668.
- Privilegia carmelitarum excalceatorum, s. l.,s. d.
- Vita Alexandri Ubaldini a S. Francisco, carmelitanae excalceati, s. l.,s. d.

### Etudes
- Eug. de Seyn, « Isidore de Saint-Joseph », Dictionnaire biographique des Sciences, des Lettres et des Arts en Belgique, Bruxelles, Editions L'Avenir, t. II,‎ 1936, p. 589, col. 2.
- J. Roux, « Isidore de Saint-Joseph », Dictionnaire de spiritualité ascétique et mystique, Paris, Beauchesne, t. VII, 2me partie,‎ 1971, p. 2014-2015 (lire en ligne).